# Żółta Turnia

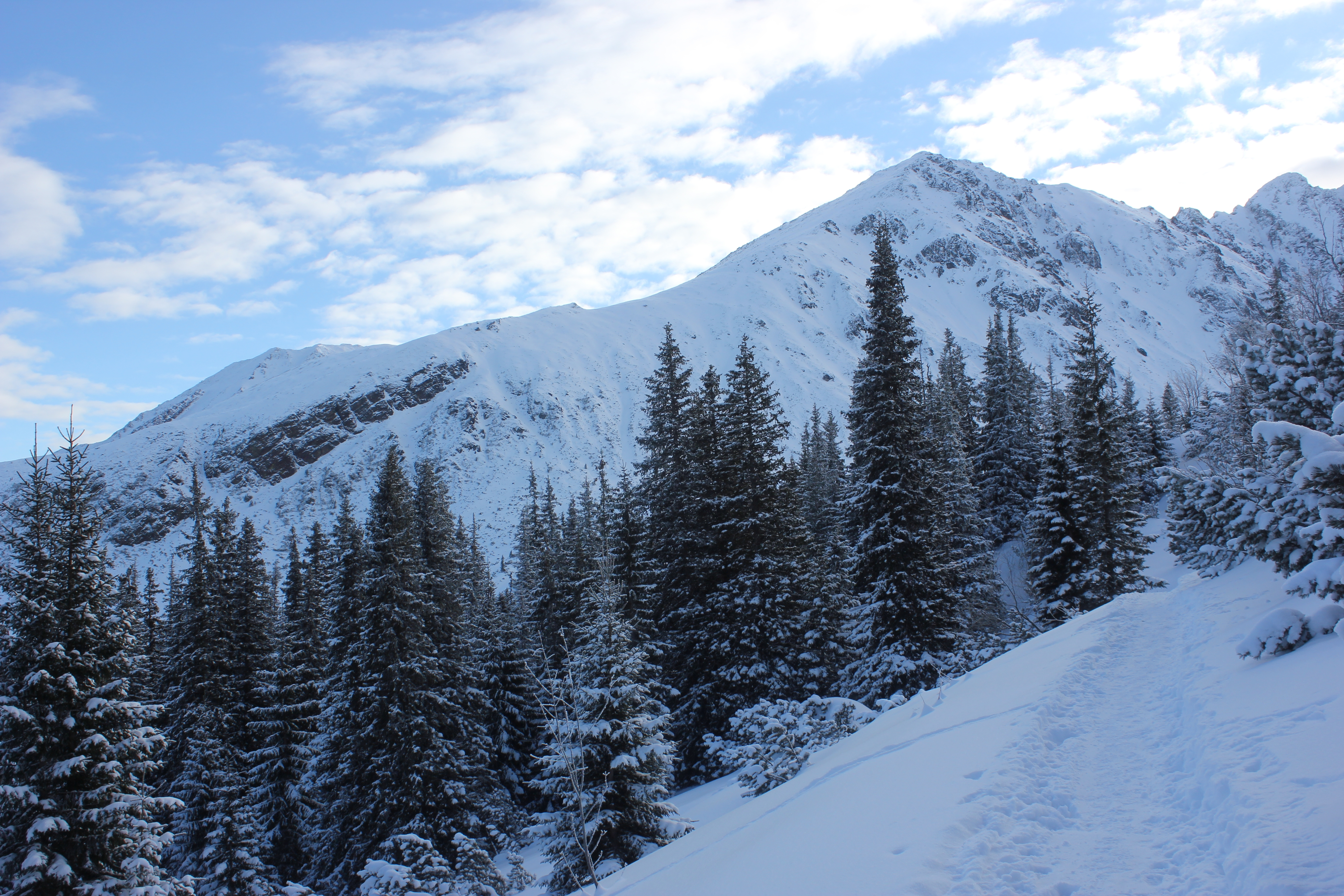
Blick von der Alm Hala Gąsienicowa

Die Żółta Turnia ist ein Berg in der polnischen Hohen Tatra mit 2087 m im Massiv der Grań Żółtej Turni. Auf dem Gipfel verläuft die Grenze zwischen den Gemeinden Zakopane im Süden und Poronin, konkret dem Ortsteil Murzasichle, in der Woiwodschaft Kleinpolen im Landkreis Powiat Tatrzański.

## Lage und Umgebung
Unterhalb des Gipfels liegen die Täler Dolina Pańszczyca im Norden, Dolina Gąsienicowa im Westen und Dolina Czarna Gąsienicowa im Süden.
Vom Gipfel Pańszczycka Turnia im Osten wird die Żółta Turnia durch den Bergpass Żółta Przełęcz getrennt. Nach Westen fallen ihre Hänge zum Tal der Dolina Gąsienicowa ab.

## Etymologie
Der polnische Name Żółta Turnia lässt sich als Gelber Turm übersetzen.

## Flora und Fauna
Trotz seiner Höhe besitzt die Żółta Turnia eine bunte Flora und Fauna. Es treten zahlreiche Pflanzenarten auf, insbesondere hochalpine Blumen und Gräser. Neben Insekten und Weichtieren sowie Raubvögeln besuchen auch Bären, Murmeltiere und Gämsen den Gipfel.

## Tourismus
Die Żółta Turnia ist bei Wanderern und Kletterern beliebt.

### Routen zum Gipfel
- ▬ Ein gelb markierter Wanderweg führt am Nordhang unterhalb des Gipfels vom Tal Dolina Gąsienicowa am Bergsee Czerwony Staw Pańszczycki zum Bergpass Krzyżne, wo ein Anschluss an den rot markierten Höhenweg Orla Perć besteht. Als Ausgangspunkt für eine Besteigung aus den Tälern eignet sich die Berghütte Schronisko PTTK Murowaniec.

## Belege
- Zofia Radwańska-Paryska, Witold Henryk Paryski: Wielka encyklopedia tatrzańska. Poronin, Wyd. Górskie, 2004, ISBN 83-7104-009-1.
- Tatry Wysokie słowackie i polskie. Mapa turystyczna 1:25.000, Warszawa, 2005/06, Polkart, ISBN 83-87873-26-8.